# Банзай
| «Десять тисяч років»             | «Десять тисяч років» |
| Китайською                       |                      |
| -------------------------------- | -------------------- |
| Традиційне написання:            | 萬歲                 |
| Спрощене написання:              | 万岁                 |
| Латинниця:                       | wànsuì               |
| Кантонська:                      | maan6 seoi3          |
|                                  |                      |
| Японською                        |                      |
| Ієрогліфи (сучасне написання):   | 万歳                 |
| Ієрогліфи (застаріле написання): | 萬歳                 |
| Кана:                            | ばんざい             |
| Ромадзі:                         | banzai               |
|                                  |                      |
| Корейською                       |                      |
| Хангиль:                         | 만세                 |
| Ієрогліфи :                      | 萬歲                 |
| Латинниця:                       | manse                |
|                                  |                      |
| В'єтнамською                     |                      |
| Латинниця:                       | vạn tuế, muôn năm    |
| Ієрогліфи:                       | 萬歲 (vạn tuế)       |
| Чу ном:                          | (muôn năm)           |

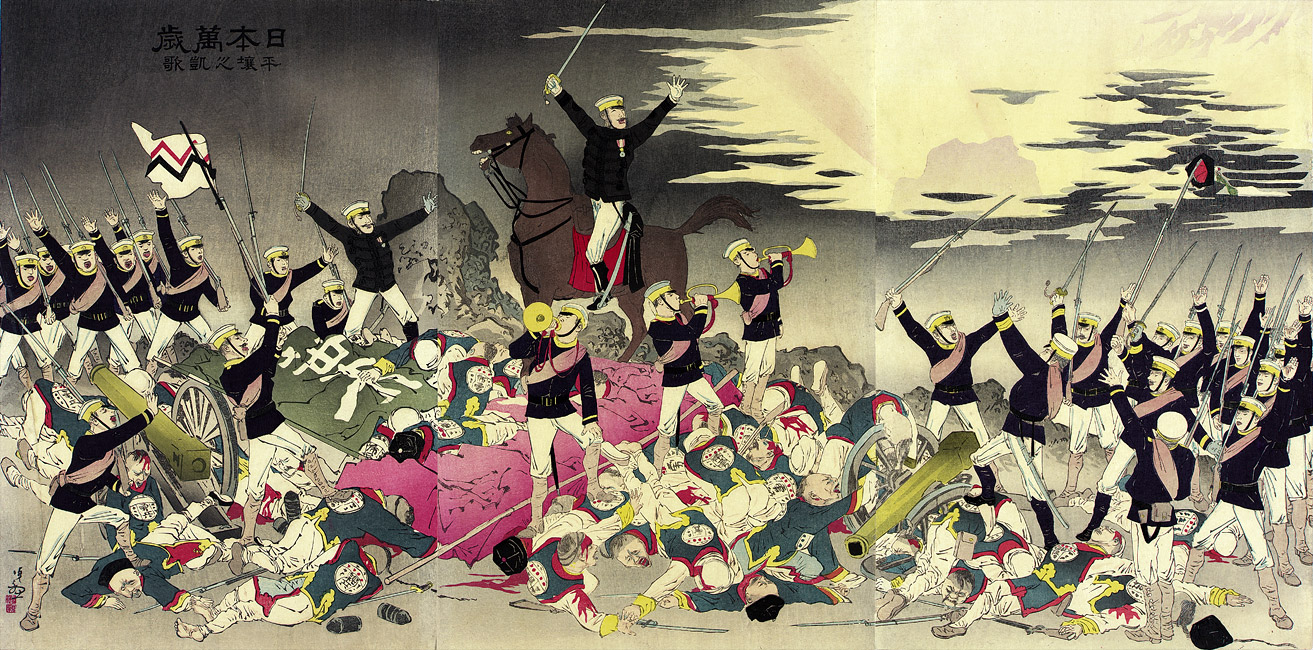
Японські солдати святкують криками «банзай» перемогу над китайськими військами (1895).

Банза́й (яп. 万歲, бандзай, «десять тисяч років») — вітання-вигук у Японії, яким прославляли імператора. Зазвичай перекладається як «Многая літа!» або «Хай живе [імператор]!».
Японське «банзай» походить від аналогічної за змістом китайської фрази «ваньсуй», якою вітали монархів у Китаї. Як правило, її вигукували так: «Хай живе наш імператор десять тисяч років, десять тисяч років, десять тисяч десяти тисячі років!» (吾皇萬歲, 萬歲, 萬萬歲 — Во хуань ваньсуй, ваньсуй, ваньваньсуй). Число «десять тисяч» уважалося символом нескінченності, подібним до грецької меріади.
Окрім Китаю та Японії вигук-вітання «десять тисяч років» були поширені в інших монархіях Східної Азії.
У збройних силах Японської імперії «банзай» слугував аналогом «Ура!». Клич тричі вигукували за формою «Тенно хейка банзай!» (天皇陛下万歳, «Хай живе його величність Імператор!») і здіймали обидві руки в повітря.